# سيليا إم. هنتر
سيليا إم. هنتر (بالإنجليزية: Celia M. Hunter)‏ هي عالمة بيئة أمريكية، ولدت في 13 يناير 1919 في أرلينغتون في الولايات المتحدة، وتوفيت في 1 ديسمبر 2001.